# Onze-Lieve-Vrouw-van-Bijstandkerk (Haacht)

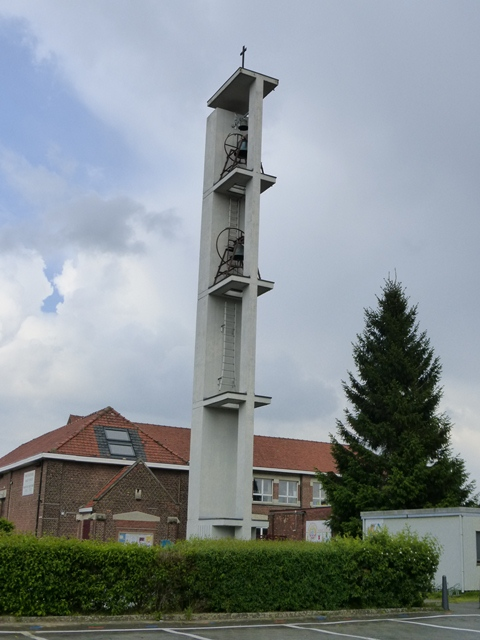
Klokkentoren

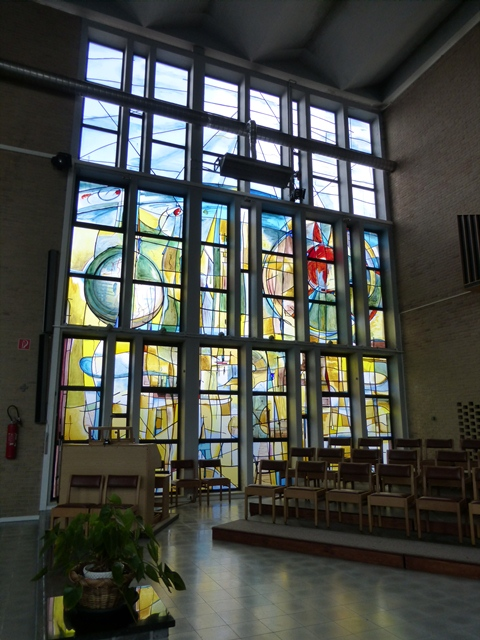
Een der glas-in-loodramen

De Onze-Lieve-Vrouw-van-Bijstandkerk (voluit: Onze-Lieve-Vrouw-van-Gedurige-Bijstandkerk) is de voormalige parochiekerk van de tot de Vlaams-Brabantse gemeente Haacht behorende wijk Haacht-Station, gelegen aan Neysetterstraat 5.

## Geschiedenis
In 1929 werd Haacht-Station erkend als hulpparochie. In 2021 werd deze parochie opgeheven en ging op in de Goede-Herderparochie van Haacht. De kerk bleef als zodanig in gebruik.
Men kerkte aanvankelijk in een noodkerkje dat naast de scholen was ingericht. In 1966 werd een nieuwe kerk ingewijd. Deze kerk, in de stijl van het naoorlogs modernisme, werd ontworpen door Paul Felix. De kerk heeft een merkwaardige vrijstaande klokkentoren in de vorm van een betonnen zuil. Het is een bakstenen zaalkerk met plat dak.
In 1995-1996 werd de kerk gerestaureerd. Er werden toen ook drie grote glas-in-loodramen geplaatst, ontworpen door Danny Theys. Deze symboliseren de Schepping, de Moederschoot en de Voltooiing. Ze behoren tot de grootste van Vlaanderen.